# Route nationale 61 (Suède)
Pour les articles homonymes, voir Route nationale 61.
La route nationale 61 (en suédois : Riksväg 61) est une route nationale entre Karlstad et Morokulien (sv) en Suède,.

## Présentation
La route nationale 61 s'étend dans le comté de Värmland.
La route nationale 61 bifurque de la route européenne 18 à Karlstad puis passe au nord-ouest via Fagerås, où elle croise la route européenne 45, Arvika et Charlottenberg et s'étend jusqu'à la frontière entre la Norvège et la Suède entre Eda glasbruk et Magnor (sv). 
En Norvège, elle est prolongée par la route nationale 2.
La longueur de la route est de 109 kilomètres.

## Tracé
| Km     | Lieu           | Carte interactive |
| ------ | -------------- | ----------------- |
| 0 km   | Karlstad       |                   |
|        | Skåre          |                   |
|        | Kil            |                   |
|        | Fagerås        |                   |
|        | Högboda        |                   |
|        | Edane          |                   |
|        | Arvika         |                   |
|        | Åmotfors       |                   |
|        | Charlottenberg |                   |
|        | Eda glasbruk   |                   |
| 109 km | Morokulien     |                   |